# Tim Iroegbunam
Timothy Emeka Iroegbunam (Great Barr, 30 giugno 2003) è un calciatore inglese, centrocampista dell'Everton.

## Carriera

### Club
Iroegbunam è cresciuto nel settore giovanile del West Bromwich, che ha lasciato nel 2021 in favore dell'Aston Villa. Ha debuttato in prima squadra il 26 febbraio 2022 nell'incontro di Premier League vinto 2-0 contro il Brighton. Il 18 marzo ha firmato il rinnovo del contratto fino al 2027.
Il 1º settembre 2022 è stato ceduto in prestito al QPR. Ha debuttato con il nuovo club due giorni dopo contro lo Swansea City, ed il 25 febbraio 2023 ha segnato il primo gol in carriera contro il Blackburn.

### Nazionale
Ha giocato nelle nazionali giovanili inglesi Under-19 ed Under-20.

## Statistiche

### Presenze e reti nei club
Statistiche aggiornate al 10 marzo 2024.
| Stagione        | Squadra         | Campionato      | Campionato | Campionato | Coppe nazionali | Coppe nazionali | Coppe nazionali | Coppe continentali | Coppe continentali | Coppe continentali | Altre coppe | Altre coppe | Altre coppe | Totale | Totale | Totale |
| Stagione        | Squadra         | Comp            | Pres       | Reti       | Comp            | Pres            | Reti            | Comp               | Pres               | Reti               | Comp        | Pres        | Reti        | Pres   | Reti   |        |
| --------------- | --------------- | --------------- | ---------- | ---------- | --------------- | --------------- | --------------- | ------------------ | ------------------ | ------------------ | ----------- | ----------- | ----------- | ------ | ------ | ------ |
| 2021-2022       | Aston Villa     | PL              | 3          | 0          | FACup+CdL       | 0               | 0               |                    | -                  | -                  |             | -           | -           | 3      | 0      |        |
| ago. 2022       | Aston Villa     | PL              | 0          | 0          | FACup+CdL       | 0+1             | 0               |                    | -                  | -                  |             | -           | -           | 1      | 0      |        |
| 2022-2023       | QPR             | FLC             | 32         | 2          | FACup+CdL       | 0               | 0               |                    | -                  | -                  |             | -           | -           | 32     | 2      |        |
| 2023-2024       | Aston Villa     | PL              | 5          | 0          | FACup+CdL       | 1+0             | 0               | UECL               | 0                  | 0                  |             | -           | -           | 6      | 0      |        |
| Totale carriera | Totale carriera | Totale carriera | 40         | 2          |                 | 2               | 0               |                    | -                  | -                  |             | -           | -           | 42     | 2      |        |